# Balise d'intersection en France

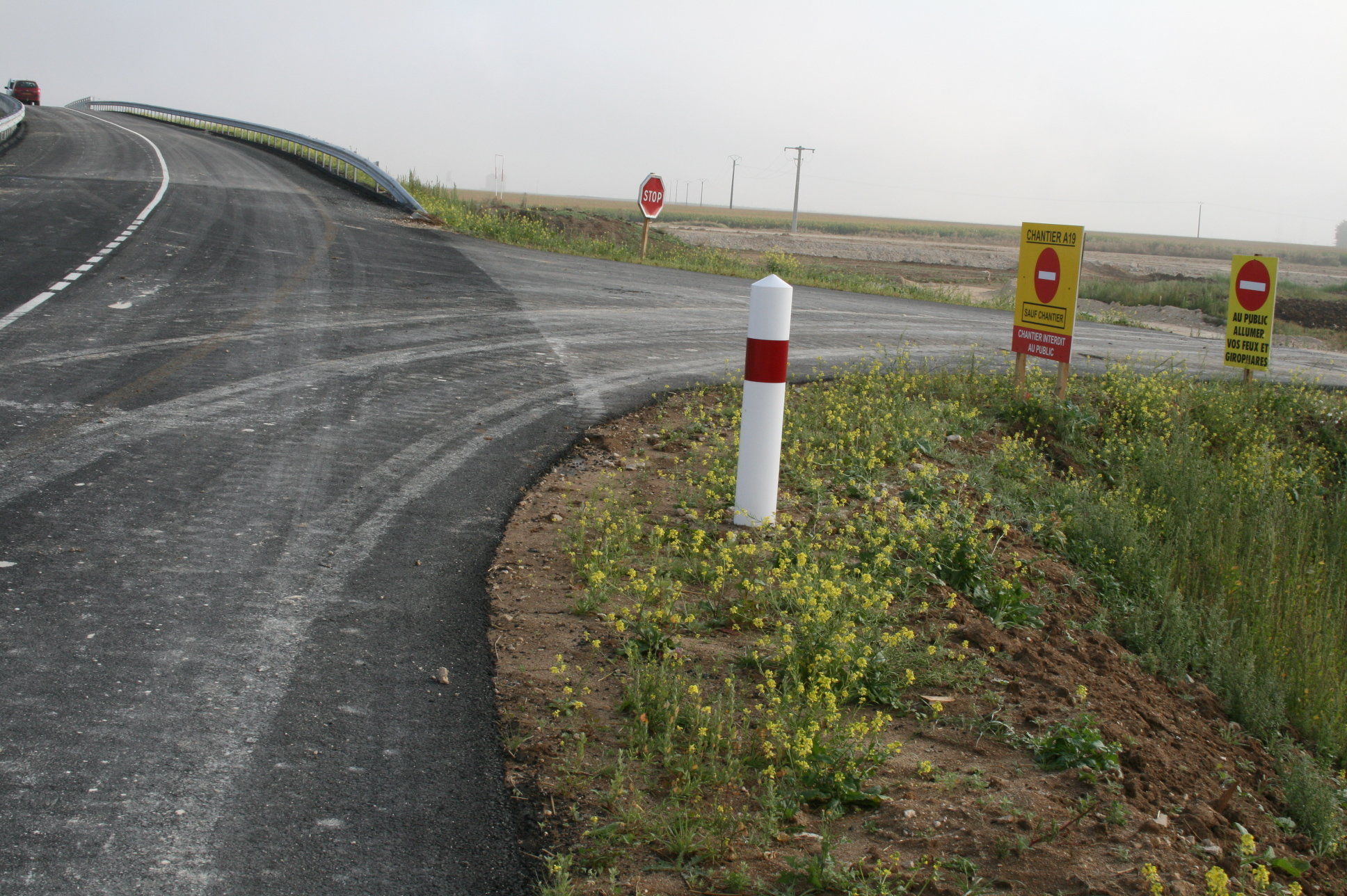
Balise d’intersection J3

La balise d’intersection est une balise routière, codée J3 en France, qui matérialise une intersection, généralement hors agglomération, quel que soit le régime de priorité établi. 
Elle est implantée lorsqu'une des voies est dépourvue d'îlot séparateur ou de signalisation directionnelle de position bien visible.

## Descriptif
La balise J3 est un cylindre de 200 mm de diamètre ; sa hauteur au-dessus de l'accotement est de 1,30 m. 
Elle est de couleur blanche et porte une bande rétroréfléchissante rouge de classe 2 de 200 mm de hauteur placée à 300 mm du haut de la balise.

## Implantation
La balise J3 est implantée en limite extérieure de la zone de récupération. Lorsque cette disposition n'est pas applicable, elle est implantée en bordure de la plateforme à environ 0,5 m de l'arête extérieure de celle-ci.

Implantation d'une balise d’intersection J3 sur accotement